# Centro Histórico de Zacatecas
O Centro Histórico de Zacatecas localiza-se no estado mexicano de Zacatecas. É Património Mundial da Unesco desde 1993.
Fundada em 1546 depois de terem descoberto prata na região, Zacatecas atingiu o auge da sua prosperidade nos séculos XVI e XVII. Construída nas inclinações íngremes de um vale estreito, a cidade tem vistas de cortar a respiração, e há muitos edificios antigos, ambos religiosos e civis. A catedral, construída entre 1730 e 1760, domina  o centro da cidade. É notável pelo seu harmonioso desenho e pelo barroco das suas fachadas, quando elementos decorativos europeus e indigenas são encontrados lado a lado.

## Ligações Externas
- (em inglês) Unesco - Centro Histórico de Zacatecas